# حمد الجزاف
حمد الجزاف (انگلیسی: Hamed Al-Jazaf؛ زادهٔ ۲۲ ژانویه ۱۹۶۹) بازیکن فوتبال اهل بحرین بود.
وی همچنین در تیم ملی فوتبال بحرین بازی کرده‌است.